# Communauté de communes Les Vals du Dauphiné
La communauté de communes Les Vals du Dauphiné (VDD) est une communauté de communes française, située dans le département de l'Isère et la région Auvergne-Rhône-Alpes.

## Historique
Dans le cadre des prescriptions de la loi portant nouvelle organisation territoriale de la République (Loi NOTRe) du 7 août 2015, qui prescrit, dans le cadre de l'approfondissement de la coopération intercommunale, que les intercommunalités à fiscalité propre doivent, sauf exceptions, regrouper au moins 15 000 habitants, et en application des prescriptions du schéma départemental de coopération intercommunale de l'Isère, adopté par le Préfet le 30 mars 2016, la communauté de communes est créée au 1er janvier 2017 par un arrêté préfectoral du 10 novembre 2016 portant fusion de la communauté de communes Bourbre-Tisserands, de la communauté de communes Les Vallons de la Tour, de la communauté de communes de la Vallée de l'Hien et de la communauté de communes Les Vallons du Guiers,.
Cette fusion a été décidée  contre l'avis du conseil communautaire des Vallons du Guiers du 27 juillet 2016 ainsi que de 13 conseils municipaux concernés,.
Le 1er janvier 2019, les communes de Virieu et Panissage fusionnent, créant la commune nouvelle de Val-de-Virieu et réduisant de ce fait à 36 le nombre de communes regroupées.

## Territoire communautaire

### Géographie
Situés à égale distance de Lyon, Chambéry et Grenoble, les Vals du Dauphiné sont un territoire en relation avec les territoires du Rhône et de la Savoie.

### Composition
En 2023, la communauté de communes est composée des 36 communes suivantes :

| Nom                       | Code Insee | Gentilé          | Superficie (km2) | Population (dernière pop. légale) | Densité (hab./km2) |
| ------------------------- | ---------- | ---------------- | ---------------- | --------------------------------- | ------------------ |
| La Tour-du-Pin (siège)    | 38509      | Turripinois      | 4,77             | 8 123 (2022)                      | 1 703              |
| Les Abrets en Dauphiné    | 38001      |                  | 27,41            | 6 713 (2022)                      | 245                |
| Aoste                     | 38012      | Aostiens         | 9,82             | 2 869 (2022)                      | 292                |
| La Bâtie-Montgascon       | 38029      | Batiolans        | 8,43             | 2 025 (2022)                      | 240                |
| Belmont                   | 38038      | Belmontois       | 6,51             | 624 (2022)                        | 96                 |
| Biol                      | 38044      | Biolois          | 15,51            | 1 536 (2022)                      | 99                 |
| Blandin                   | 38047      | Blandinois       | 4,26             | 156 (2022)                        | 37                 |
| Cessieu                   | 38064      | Cessieutois      | 14,35            | 3 257 (2022)                      | 227                |
| La Chapelle-de-la-Tour    | 38076      | Chapelands       | 9,04             | 1 936 (2022)                      | 214                |
| Chassignieu               | 38089      | Chassignards     | 5,17             | 226 (2022)                        | 44                 |
| Chélieu                   | 38098      | Cheliaquois      | 10,13            | 739 (2022)                        | 73                 |
| Chimilin                  | 38104      | Chimilinois      | 9,66             | 1 396 (2022)                      | 145                |
| Doissin                   | 38147      | Doissinois       | 8,45             | 879 (2022)                        | 104                |
| Dolomieu                  | 38148      | Dolomois         | 13,32            | 3 188 (2022)                      | 239                |
| Faverges-de-la-Tour       | 38162      | Favergeois       | 7,67             | 1 482 (2022)                      | 193                |
| Granieu                   | 38183      | Granieulans      | 3,73             | 516 (2022)                        | 138                |
| Montagnieu                | 38246      | Montagnards      | 8,83             | 1 171 (2022)                      | 133                |
| Montrevel                 | 38257      | Morvelots        | 9,37             | 447 (2022)                        | 48                 |
| Le Passage                | 38296      | Passageois       | 6,68             | 972 (2022)                        | 146                |
| Le Pont-de-Beauvoisin     | 38315      | Pontois          | 7,36             | 3 582 (2022)                      | 487                |
| Pressins                  | 38323      | Pressinois       | 10,1             | 1 181 (2022)                      | 117                |
| Rochetoirin               | 38341      | Rochetoirinois   | 10,62            | 1 102 (2022)                      | 104                |
| Romagnieu                 | 38343      | Romagniolans     | 17,11            | 1 732 (2022)                      | 101                |
| Saint-Albin-de-Vaulserre  | 38354      | Saint-Albinois   | 4,99             | 421 (2022)                        | 84                 |
| Saint-André-le-Gaz        | 38357      | Saint-Andréens   | 8,89             | 2 726 (2022)                      | 307                |
| Saint-Clair-de-la-Tour    | 38377      | Saint-Clairois   | 9,24             | 3 526 (2022)                      | 382                |
| Saint-Didier-de-la-Tour   | 38381      | Cassolards       | 14,63            | 2 125 (2022)                      | 145                |
| Saint-Jean-d'Avelanne     | 38398      | Saint-Jeannais   | 7,85             | 979 (2022)                        | 125                |
| Saint-Jean-de-Soudain     | 38401      | Saint-Jeannais   | 7,48             | 1 698 (2022)                      | 227                |
| Saint-Martin-de-Vaulserre | 38420      | Saint-Martiniaux | 3,92             | 241 (2022)                        | 61                 |
| Saint-Ondras              | 38434      | Ondrasiens       | 8,15             | 661 (2022)                        | 81                 |
| Saint-Victor-de-Cessieu   | 38464      | Saint-Victoriens | 12,22            | 2 170 (2022)                      | 178                |
| Sainte-Blandine           | 38369      | Blandinois       | 9,21             | 1 020 (2022)                      | 111                |
| Torchefelon               | 38508      | Torchefelonais   | 8,68             | 823 (2022)                        | 95                 |
| Val-de-Virieu             | 38560      |                  | 16,26            | 1 534 (2022)                      | 94                 |
| Valencogne                | 38520      | Valencognards    | 7,55             | 681 (2022)                        | 90                 |

### Démographie
| 1968   | 1975   | 1982   | 1990   | 1999   | 2006   | 2011   | 2016   | 2022   |
| ------ | ------ | ------ | ------ | ------ | ------ | ------ | ------ | ------ |
| 34 887 | 36 894 | 40 716 | 43 773 | 46 271 | 53 609 | 59 368 | 62 133 | 64 457 |

## Organisation

### Siège
Le siège de la communauté de communes  est située à La Tour-du-Pin, 22, rue de l'Hôtel de Ville.

### Élus
La communauté de communes est administrée par son conseil communautaire, composé pour la mandature 2020-2026 de 60 conseillers municipaux représentant chacune des communes membres, repartis en fonction de leur population de la manière suivante :
- 8 délégués pour La Tour-du-Pin
- 6 délégués pour Les Abrets en Dauphiné ;
- 3 délégués pour Cessieu, Dolomieu, Le Pont-de-Beauvoisin et Saint-Clair-de-la-Tour ;
- 2 délégués pour Aoste, Saint André le Gaz et Saint Victor de Cessieu ;
- 1 délégué et son suppléant pour les autres communes.

Au terme des élections municipales de 2020 dans l'Isère, le conseil communautaire renouvelé a réélu le 9 juillet 2020 sa présidente Magali Guillot, maire de Saint-André-le-Gaz, mais celle-ci, soumise à de fortes contestations par membres du conseil, démissionne en février 2023. Son successeur, Bernard Badin, maire de Torchefelon, est élu le 23 février 2023, ainsi que ses vice-présidents, qui sont, : 
1. Jean-Paul Bonnetain, conseiller municipal de Dolomieu, chargé du développement économique ;
2. Daniel Vitte, maire de Montrevel, chargé de l'administration générale, des ressources humaines et de la commande publique ;
3. Laurent Michel, maire du Passage, chargé de la stratégie financière, de la stratégie patrimoniale et des systèmes d’informations ;
4. Marie-Christine Frachon, maire de Rochetoirin, chargée de l'environnement, GEMAPI, de la  collecte et du recyclage des déchets ;
5. Michel Serrano, maire de Pont-de-Beauvoisin, chargé de la petite enfance, enfance, jeunesse et prévention ;
6. Thérèse Tisserand, maire de la Chapelle-de-la-Tour, chargée de l'urbanisme, de l'emploi et de la formation ;
7. Gilles Bourdier, conseiller municipal du Val-du-Virieu, chargé du développement durable et des mobilités ;
8. Vincent Durand, conseiller municipal à La-Tour-du-Pin, chargé de l'habitat, C2D et des services à la population ;
9. Philippe Latour, conseiller municipal des Abrets-en-Dauphiné, chargé du tourisme, des équipements culturels et sportifs ;
10. Patrick Blandin, maire de Saint-Clair-de-la-Tour, chargé de la mutualisation et du projet de territoire ;
11. Philippe Guérin, maire de Saint-Didier-de-la-Tour, chargé de l'agriculture, du plan alimentaire et de la stratégie foncière ;
12. Frédéric Lelong, maire-adjoint de Cessieu, chargé de l'eau et de l'assainissement.

Le bureau communautaire pour la fin de la mandature 2020-2026 est constitué du président, des vice-présidents et de quatre autres membres

### Liste des présidents
| Période      | Période                       | Identité       | Étiquette | Qualité |
| ------------ | ----------------------------- | -------------- | --------- | --- |
| janvier 2017 | février 2023                  | Magali Guillot | LR        | Directrice de maison de retraite Maire de Saint-André-le-Gaz (2014 → ) Conseillère départementale de La-Tour-du-Pin (2015 → 2021) Démissionnaire       |
| mars 2023,   | En cours (au 7 novembre 2023) | Bernard Badin  |           | Cadre retraité du groupe industriel ABB Maire de Torchefelon (2020 → ) Vice-président de Territoire d’énergie Isère Vice-président du Sitom Nord-Isère |

### Compétences
L'intercommunalité exerce les compétences qui lui ont été transférées par les communes membres, dans les conditions déterminées par le code général des collectivités territoriales. Il s'agit de :
- développement économique dont le développement touristique ;
- aménagement de l’espace : schéma de cohérence territoriale et schéma de secteur ; plan local d’urbanisme intercommunal ;
- gestion des milieux aquatiques et prévention des inondations ;
- collecte et traitement des déchets ;
- aires d’accueil des gens du voyage :
- voirie d’intérêt communautaire ;
- politique du logement et cadre de vie ;
- protection et mise en valeur de l’environnement et soutien aux actions de maîtrise de l’énergie ;
- construction, entretien et fonctionnement d’équipements culturels et sportifs d’intérêt communautaire ;
- action sociale d’intérêt communautaire : petite enfance, enfance, jeunesse, prévention de la délinquance ;
- maisons de services au public ;
- culturel, sportif et associatif : accompagnement des actions et projets ayant un rayonnement intercommunal, interventions musicales dans les écoles primaires, natation scolaire ;
- emploi et formation : actions en faveur de la création d’emplois, de la formation et de la recherche d’emplois ;
- eau potable ;
- assainissements des eaux usées, collectif et non collectif ;
- portage et animation de procédures contractuelles ;
- réseaux et services locaux de communications électroniques dans le cadre du projet de couverture par le Très Haut Débit (THD) numérique porté par le Département de l’Isère ;
- numérisation du cadastre des communes, réflexion et développement d’un système d’information géographique (SIG) ;
- actions dans le sens de la promotion d’une économie responsable (développement de pratiques commerciales innovantes et éthiques, économie circulaire etc...) ;
- actions sociales d’intérêt communautaire.

### Régime fiscal et budget
La communauté de communes est un établissement public de coopération intercommunale à fiscalité propre.
Afin de financer l'exercice de ses compétences, l'intercommunalité perçoit la fiscalité professionnelle unique (FPU) – qui a succédé à la taxe professionnelle unique (TPU) – et assure une péréquation de ressources entre les communes résidentielles et celles dotées de zones d'activité.
Elle perçoit également une taxe d'enlèvement des ordures ménagères (TEOM), qui finance le fonctionnement de ce service public.

## Projets et réalisations
Conformément aux dispositions légales, une communauté de communes a pour objet d'associer des « communes au sein d'un espace de solidarité, en vue de l'élaboration d'un projet commun de développement et d'aménagement de l'espace ».